# Edukacja środowiskowa
Edukacja środowiskowa – forma pracy socjalnej nastawiona na rozwój i aktywizację społeczności lokalnych. To ogół wpływów na jednostki i grupy ludzkie, sprzyjających takiemu ich rozwojowi i wykorzystywaniu własnych możliwości, aby w maksymalnym stopniu stały się twórczymi i świadomymi członkami wspólnoty społecznej, narodowej, kulturowej i globalnej. Edukacja środowiskowa jest sposobem na (samo)kształtowanie podmiotowości osób, grup i środowisk. Wykracza też poza granicę pasywnego odbioru określonych treści, by poprzez udział ludzi w praktyce społecznej kształtować postawy zaangażowane, a tą drogą – społeczeństwo aktywne i kreatywne.
Edukacja środowiskowa polega na popularyzacji wiedzy z zakresu funkcjonowania współczesnych systemów społecznych, ekonomicznych, prawnych, a także o wpływie, korzyściach i zagrożeniach rozwoju technologicznego i cywilizacyjnego. A także przejawia się w pobudzaniu społeczności lokalnych do rozwoju, aktywności społecznej, działania dla dobra wspólnego.